# Allée couverte von Haut-Bézon

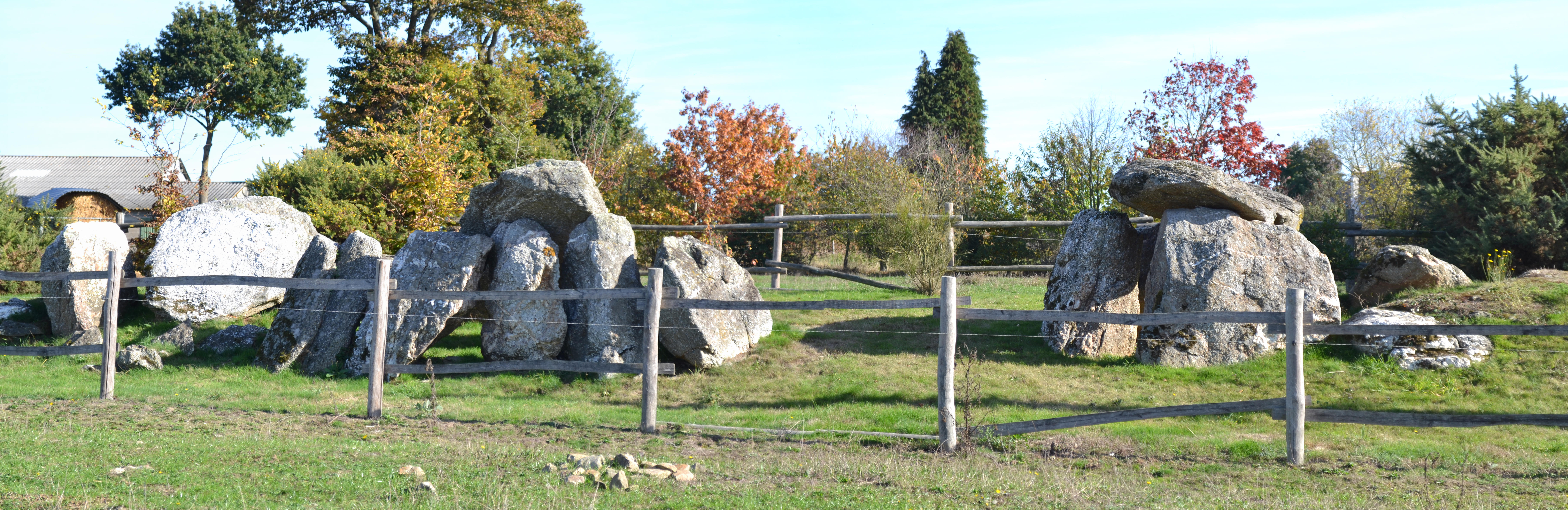
Allée couverte von Haut-Bézon

Die Allée couverte von Haut-Bézon (auch Allée couverte von Bézon genannt) liegt an der Rue du Chéne Vert, in Haut-Bézon, südwestlich von Ploërmel im Département Morbihan in der Bretagne in Frankreich.
In alten Texten gibt es Hinweise auf zwei Megalithanlagen an diesem Standort. Das aktuell als Denkmal aufgefasste Monument könnte also aus den Überresten zweier Dolmen bestehen, im Süden einem Galeriegrab und im Norden einem Dolmen (mit Seiteneingang). Die Überreste des Tumulus der Dolmen scheinen auf der Ostseite erkennbar zu sein. Das Baumaterial ist weiß eingelegtes Quarzkonglomerat. Dolmen ist in Frankreich der Oberbegriff für neolithische Megalithanlagen aller Art (siehe: Französische Nomenklatur).
Falls es sich um ein einziges Monument von etwa 10,0 m Länge mit einer eher bizarren Architektur handelt, fehlt der zentrale Teil. Der Bereich hinter der Trennstelle könnte die Reste einer Kammer darstellen.
In der Nähe liegen die Allée couverte von La Ville-Bouquet (in Ploërmel) der Dolmen La Ville au Voyer und die Allée couverte du Hino nordöstlich der Stadt.

Allée couverte von Haut-Bézon
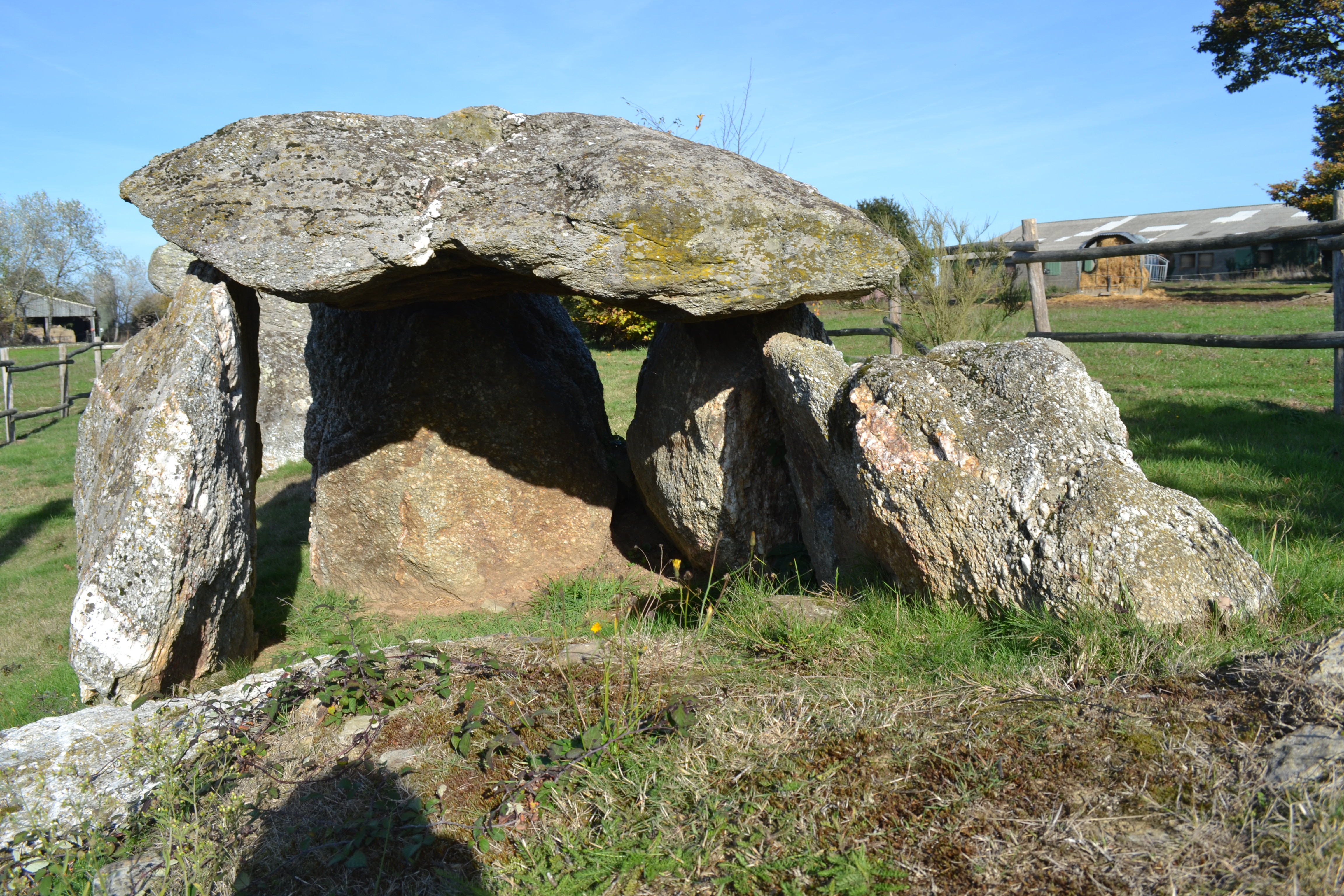
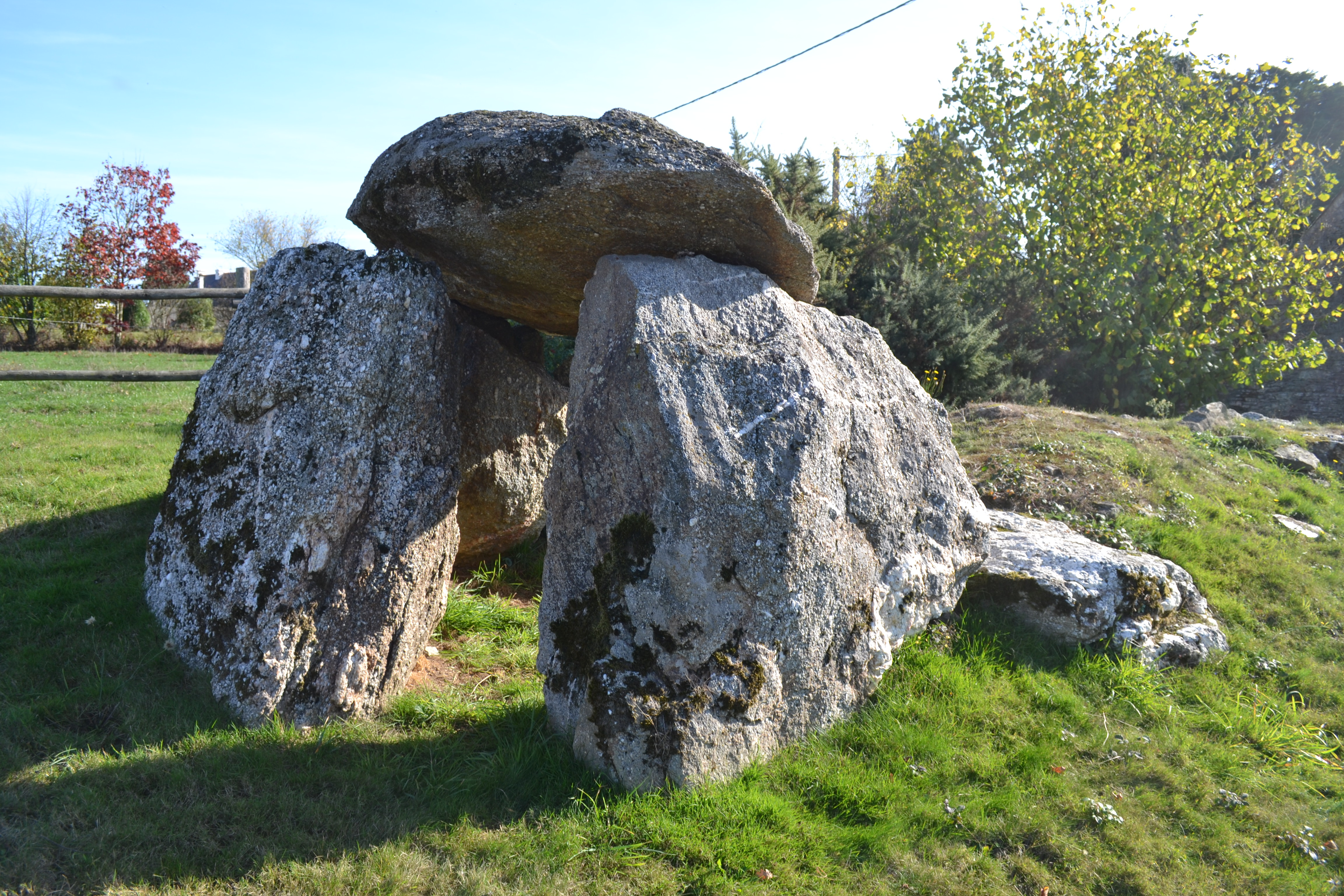
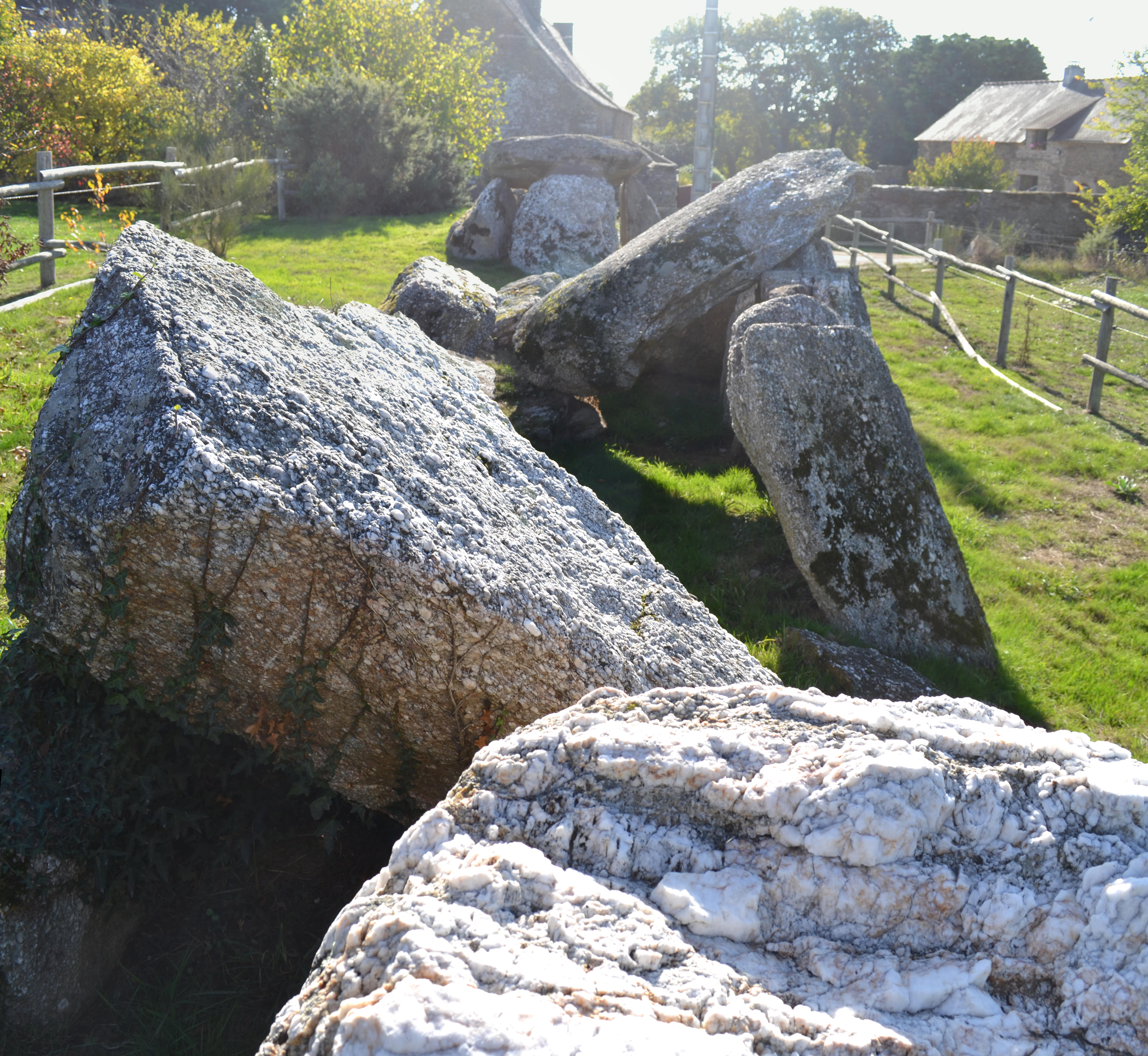
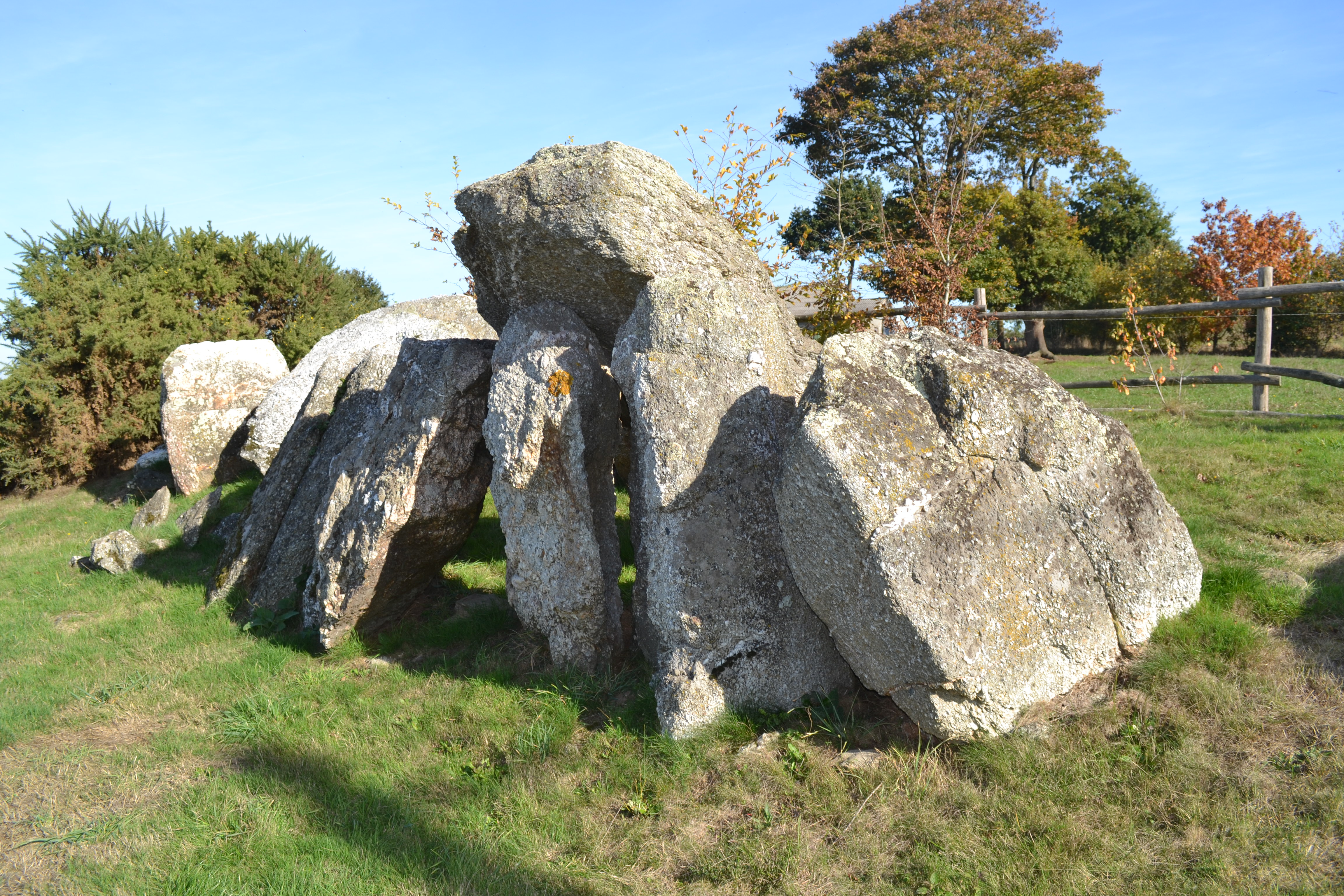